# Глинка (остановочный пункт)
Гли́нка — остановочный пункт на железнодорожной линии Смоленск — Сухиничи на участке Занозная — Духовская. Предназначен для остановки пригородных поездов. Расположен в селе Глинка Смоленской области. Бывшая станция.

## История
Первоначальное название железнодорожной станции Богоявленско-Смоленской железной дороги — Совкино. Получило современное название в честь М. И. Глинки, по случаю 50-летия со дня его смерти (Глинка родился неподалёку, в селе Новоспасское Ельнинского уезда).
Приказом Росжелдора от 07.09.2010 N 360 железнодорожная станция Глинка закрыта для выполнения пассажирских операций по знаку «Б» (продажа билетов на все пассажирские поезда; приём и выдача багажа не производятся) и для выполнения грузовых операций по параграфу 1 (приём и выдача повагонных отправок грузов, допускаемых к хранению на открытых площадках станций) с исключением из Тарифного руководства N 4.
Открыт железнодорожный остановочный пункт Глинка Московской железной дороги — филиала ОАО «РЖД» для выполнения пассажирских операций по знаку «Б» Тарифного руководства N 4.
Прежний код ЕСР 170707. Новый код Единой сетевой разметки — 170630

## География
Расстояние до узловых станций (в километрах): Духовская — 49, Занозная — 101.

## Пригородные поезда[1]
| № поезда  | Маршрут          | № поезда  | Маршрут          |
| --------- | ---------------- | --------- | ---------------- |
| 6386/6388 | Смоленск — Ельня | 6381/6383 | Ельня — Смоленск |